# イフワーン

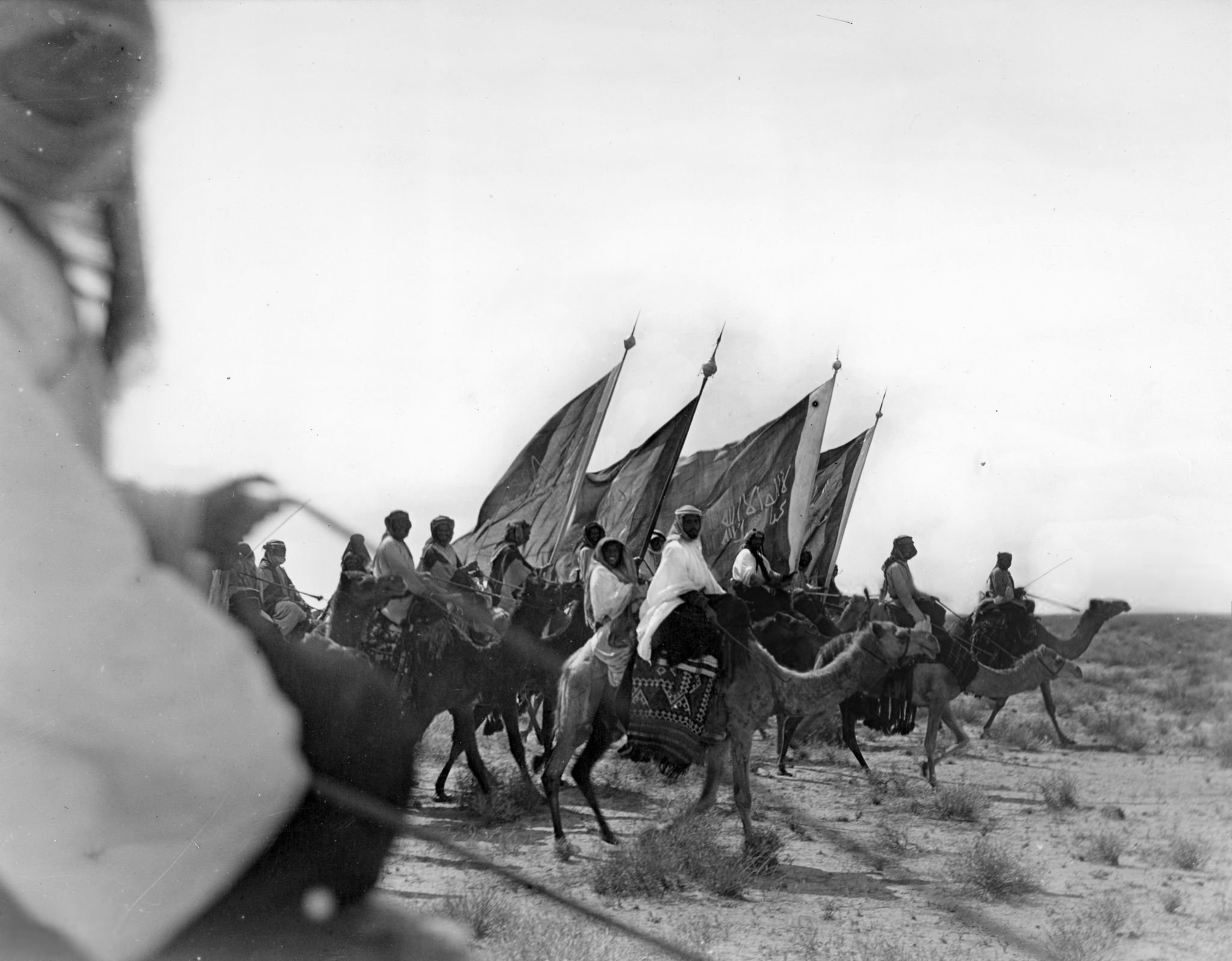
イフワーン(1911年）

イフワーン（アラビア語：الإخوان）とはアラビア語で「同胞」という意味で、主にサウジアラビアのワッハーブ派イスラム教原理主義者の集団を指す。指導者はスルターン・ビン・バジャード・アル・オタイビー（w:Sultan bin Bajad Al Otaibi）。

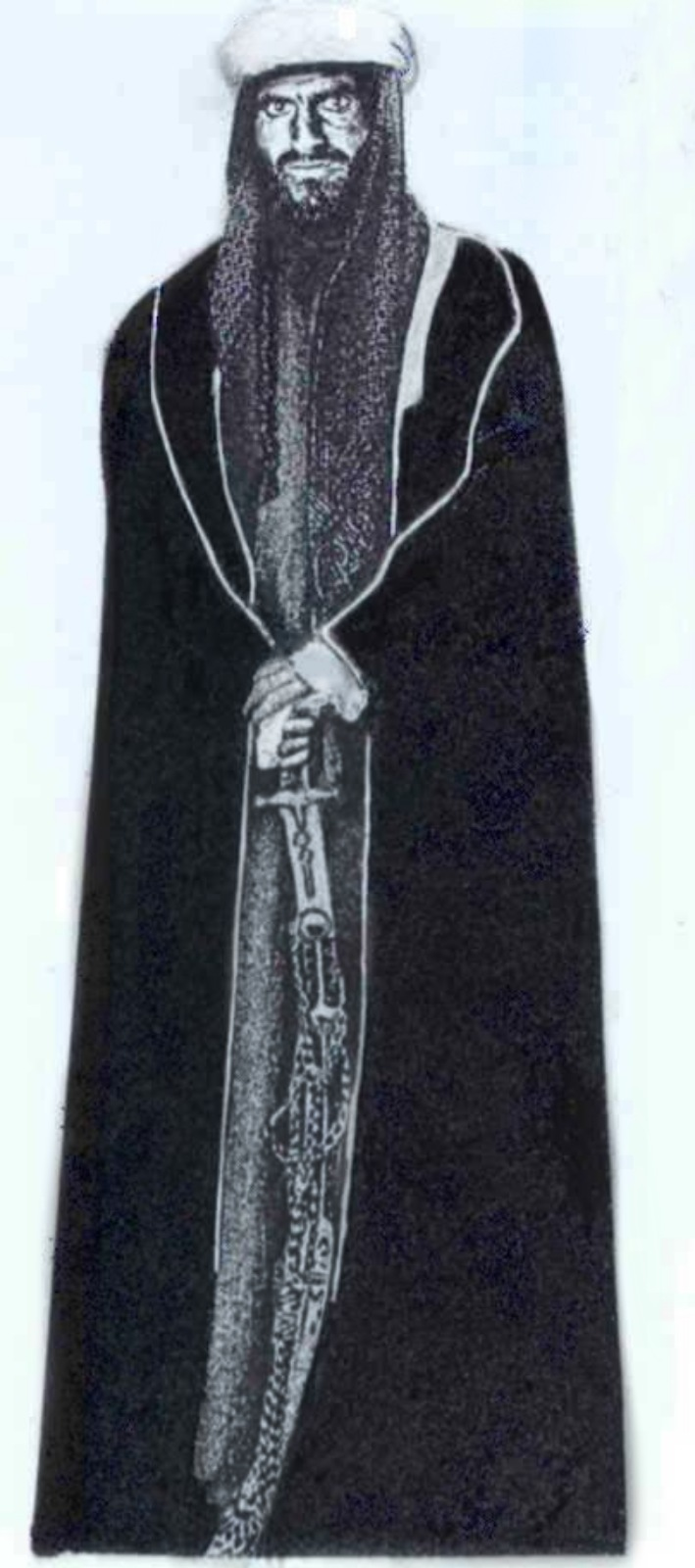
イフワーンの指導者スルターン・ビン・バジャード・アル・オタイビー

## 歴史

### サウジアラビア統一
強力な民兵組織でもあり、サウード家と手を結びサウジアラビア建国の手助けをした。これによりワッハーブ派原理主義がサウジアラビアの国教となった。
en:Ikhwan raids：
- 1919年 - クウェート・ナジュド国境戦争（英語版）。
- 1920年 - en:Battle of Jahra
- 1922年-1924年 - en:Ikhwan raids on Transjordan

### イフワーン運動
極めて原理主義な集団であり、電話、ラジオ、自動車など近代文明を全否定した（文化浄化）。サウード家がサウジアラビアの近代化を進めるのに反発して1930年にイフワーン運動（en:Ikhwan Revolt、1927年-1930年）と呼ばれる活動を興し、電話線を切断したり自動車を打ち壊すなどの破壊活動を行った。サウード王家はこれを武力で鎮圧し、生き残ったイフワーンは地方のオアシス周辺での原始的な生活に帰っていった。指導者のバジャードは1931年に獄死している。
この運動は当時の中国のムスリムにも影響を与え、イフワーン派が形成された。ただし、イフワーン派はワッハーブ派原理主義を否定しており、サラフィー主義に忠実なサラフィーヤ派と対立した。

### サウジアラビア国家警備隊
二代目の国王となったサウード・ビン・アブドゥルアズィーズは地方に散らばっていたイフワーンの中から王家に忠誠を誓う者を集めてサウジアラビア国家警備隊を編成した。現代のイフワーンは軍服ではなく白い伝統的なローブを着用した姿からアメリカ軍から「ホワイト・アーミー」と呼ばれている。